# ناخن‌ریش

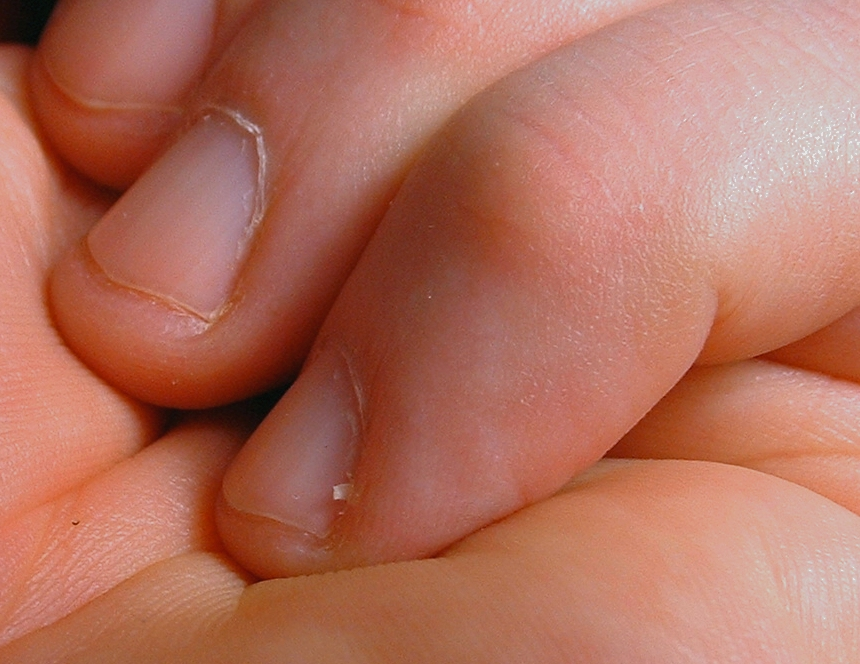
ناخن‌ریش در انگشت کوچک دست چپ.

ناخن‌ریش یا ریش ریش شدن پوست کناره ناخن معمولاً به دلیل خشک شدن پوست رخ می‌دهد. 
بیشتر مردم فکر می‌کنند این ریش ریش شدن و پوسته پوسته شدن پوست نواحی اطراف ناخن انگشتان به خاطر کمبود ویتامینها اتفاق می‌افتد اما این فکر صحیح نیست.
در زنان خانه‌دار و در بعضی مشاغل که افراد با مواد شوینده سروکار دارند به دلیل استفاده زیاد از این مواد، چربی ناخن کاهش می‌یابد و کناره‌های پوست آن ریش ریش می‌شود که کندن پوست کناره‌های ناخن با دست سبب ایجاد عفونت و راه‌یابی میکروب به آن نقطه می‌شود. بهترین کاری برای درمان این مشکل، مالش پوست نواحی اطراف ناخن با استفاده از پمادهای چرب‌کننده و مرطوب‌کننده مناسب پوست است تا از خشکی بیش از اندازه آن‌ها پیشگیری شود.

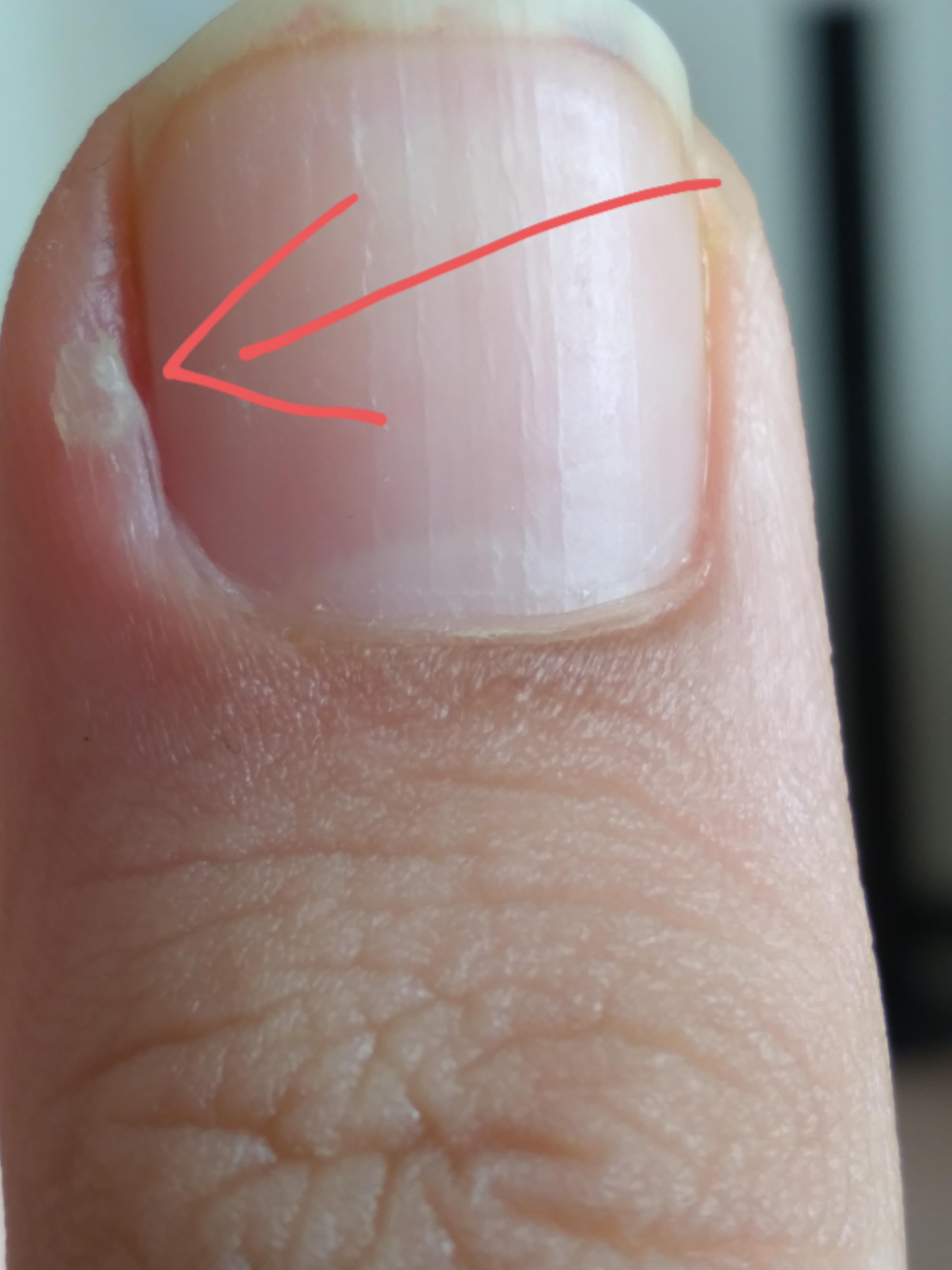
ناخن ریش در ناخن شست(کناره های ناخن قرمز شده